# Orientomysis hwanhaiensis
Orientomysis hwanhaiensis is een aasgarnalensoort uit de familie van de Mysidae. De wetenschappelijke naam van de soort is voor het eerst geldig gepubliceerd in 1964 door Ii.

## Verspreiding
Orientomysis hwanhaiensis is een aasgarnaal, afkomstig uit Korea en China. Aasgarnalen zijn kleine, garnaalachtige schaaldieren, die de neiging hebben hun tijd te verdelen tussen epibenthische leefomgevingen en het plankton. Het werd geïntroduceerd in de Baai van San Francisco, Californië, waar het voor het eerst werd geregistreerd in 1997. Deze aasgarnaal migreert door de hele baai in zoutgehalten van 9 tot 30 psu, maar de huidige hoeveelheid is onbekend. Er zijn geen effecten gemeld voor deze soort.